# Wafa Hafsi
Wafa Hafsi, née le 29 février 1996, est une boxeuse tunisienne.

## Carrière
Wafa Hafsi est médaillée de bronze dans la catégorie des moins de 48 kg aux Jeux méditerranéens en 2022 à Oran, aux Jeux panarabes de 2023 à Alger ainsi qu'aux championnats d'Afrique 2023 à Yaoundé.
Elle remporte la médaille d'argent dans la catégorie des moins de 48 kg aux Jeux africains de 2023 à Accra.